# Mađari u Vojvodini
Mađari su jedna od nacionalnih manjina u autonomnoj pokrajini Vojvodini u Republici Srbiji.

## Naseljenost
Vojvođanski Mađari su najviše naseljeni u sjeveroistočnoj Bačkoj, Potisju i sjevernom Banatu. Brojni su u sjeverozapadnoj Bačkoj i središnjem Banatu. Mađara ima i u drugim dijelovima Bačke, Banata i Srijema, ali u manjem postotku.
Prema popisu iz 2002., u Vojvodini živi 290.207 Mađara koji čine 14,28% stanovništva u Vojvodini. Drugi su po brojnosti narod u Vojvodini. To pokazuje Popis stanovništva u Srbiji 2002..
Prema popisu iz 2011., u Vojvodini živi 251.136 Mađara koji čine 13,00% stanovništva u Vojvodini. Drugi su po brojnosti narod u Vojvodini, kao što pokazuje Popis stanovništva u Srbiji 2011.. 

### Nacionalna pripadnost
| Narod                          | Broj stanovnika | %      |
| ------------------------------ | --------------- | ------ |
| Srbi                           | 1.289.635       | 66,76% |
| Albanci                        | 2.251           | 0,13%  |
| Bošnjaci                       | 780             | 0,04%  |
| Bugari                         | 1.489           | 0,08%  |
| Bunjevci                       | 16.469          | 0,85%  |
| Vlasi                          | 170             | 0,01%  |
| Goranci                        | 1.179           | 0,06%  |
| Jugoslaveni                    | 12.176          | 0,63%  |
| Mađari                         | 251.136         | 13,00% |
| Makedonci                      | 10.392          | 0,54%  |
| Muslimani                      | 3.360           | 0,17%  |
| Nijemci                        | 3.272           | 0,17%  |
| Romi                           | 42.391          | 2,19%  |
| Rumunji                        | 25.410          | 1,32%  |
| Rusi                           | 1.173           | 0,06%  |
| Rusini                         | 13.928          | 0,72%  |
| Slovaci                        | 50.321          | 2,61%  |
| Slovenci                       | 1.815           | 0,09%  |
| Ukrajinci                      | 4.202           | 0,22%  |
| Hrvati                         | 47.033          | 2,44%  |
| Crnogorci                      | 22.141          | 1,15%  |
| Ostali                         | 6.710           | 0,35%  |
| Neizjašnjeni i neopredijeljeni | 81.018          | 4,19%  |
| Regionalno opredijeljeni       | 28.567          | 1,48%  |
| Nepoznato                      | 14.791          | 0,77%  |

Mađari govore mađarskim jezikom. Po vjeri su uglavnom rimokatolici, a manjim dijelom su i kalvinisti. Mađarski jezik je jedan od šest službenih jezika u Vojvodini.

## Povijest
Mađari se prvi put pojavljuju na ovom prostoru dolaskom mađarskih plemena u Panonsku nizinu u 10. stoljeću. Nakon svog dolaska novodoseljena ugarska plemena nisu gradila nove gradove, nego su još dva stoljeća živjela pod šatorima. U tim prvim stoljećima nisu živjeli u stalnim naseljima. Smatra se da su se Mađari u prvom valu doselili do sjeverne Bačke, po nekima do Titela.
Turskim osvajanjima dolazi je prostora današnje autonomne pokrajine Vojvodine uvelike opustjeo, a tamošnji Mađari su napustili te prostore još prije turskih provala, povukavši se prema sjevernim područjima, tako da je za vrijeme turske vlasti bilo vrlo malo Mađara u Bačkoj.
Mađari se ponovno naseljavaju na prostore Bačke, Banata i Srijema nakon što su se ti prostori oslobodili turske vlasti i došli pod vlast Habsburške Monarhije, najviše u 18. stoljeću.
Broj Mađara je rastao i kao posljedica prirodnog asimiliranja tamošnjih Slavena, a djelimice i drugih naroda, ponajviše Nijemaca. U 19. st. su usponom mađarskog nacionalnog pokreta su nemađarski narodi s područja južne Ugarske, kao i u ostatku zemalja koje su bili pod ugarskom krunom, bili izloženi mađarizacijskim asimilatorskim pritiscima koji nisu bili prirodni, nego nasilni. U tome su najviše bile pogođeni narodi koji su bili iste vjere kao i Mađari. Nositelji tog pokreta su zahtijevali da se sve manjine odreknu svojeg etno-kulturnog identiteta. Počelo se s rafiniranim metodama progona i istiskivanja jezika iz škola, čak i u selima gdje su Mađari bili beznačajnom zajednicom (na kraju su gašene odnosno onemogućavano otvaranje privatnih škola na nemađarskim jezicima), državnih ustanova pa na koncu i crkve. U tomu su ulogu imali i odnarođeni pripadnici drugih naroda. Mađarizacija se osobito ubrzala nakon mađarske revolucije 1848. Sve je to za posljedicu imalo da su se brojni pripadnici tih naroda pomađarili, od čega je trag ostao u brojnim hrvatskim, slovačkim i njemačkim prezimenima među Mađarima.
Nakon kraja Prvog svjetskog rata dolazi do reverzibilnih procesa. Dio mađariziranih pripadnika drugih naroda, kao i onih koji su se radi etničke mimikrije prikazivali Mađarima, a u biti se smatrali pripadnicima nekog drugog naroda, se izjasnio pod nacionalnost kojoj su stvarno pripadali. [nedostaje izvor]
Dio njih se nastavio izjašnjavati Mađarima. Jedan dio izvornih Mađara se nakon 1918. počeo izjašnjavati pod Hrvate i druge narode te je tako mađarska zajednica izgubila dio svojih pripadnika. Razlozi za to su prirodna asimilacija, koja je obično išla u smjeru naroda iste vjere. Drugi razlog su pritisci, etnička mimikrija, ali i interesno mijenjanje nacionalnosti, kao što je bio slučaj kod jednog dijela pripadnika hrvatske zajednice, koji su za vrijeme Austro-Ugarske se isticali kao velikomađari i proganjali pripadnike svog naroda, a dolaskom tih prostora pod Kraljevinu SHS, ti isti su se ostavili mađarstva i prometnuli se u pristaše srpskog hegemonizma.
Isto tako je dio Mađara iselio u Mađarsku. Dio tih iseljenih je bio dio programa optiranja, kojom su pripadnici Mađara u Kraljevini SHS i južnoslavenskih naroda u Mađarskoj mogli izabrati želi li ostati u zemlji rođenja ili iseliti u matičnu državu. 
U početku Mađari u Vojvodini nisu odmah dobili sva prava, tako da na prvim izborima nisu imali svoju stranku. Kasnije su dobili mogućnost da se smiju organizirati u stranke, pa su tako na parlamentarnim izborima 1923. već imali svoju stranku kojom su izašli na političku pozornicu, ali bez zastupničkih mandata. Broj birača koji su dali glasove za mađarsku stranku nije odgovarao stvarnom broju Mađara, koji je bio znatno veći.
Hrvatska seljačka stranka svoj je program usmjerila i k drugim narodima u Bačkoj osim Hrvata. 4. kolovoza 1928. godine pokrenuli su svoje glasilo na mađarskom jeziku Föld (Zemlja), koji je uređivao Mihovil Katanec. List je kratko izlazio.
U drugom svjetskom ratu je područje Vojvodine došlo pod Mađarsku koji se represivno odnosio prema nemađarskim narodima, što se pretkraj rata izrodilo u nasilne sprovodile osvetničke akcije u kojoj su mnogi nedužni Mađari bili ubijeni od strane snaga novog režima.
U socijalističkoj Jugoslaviji su Mađari bili jednom od najživljih i najbolje organiziranih nacionalnih manjina, a po kulturnom životu možda i najjača. Kao mjera tog je i organiziranost tiskanih medija na mađarskom, a pokrajinska televizija TV Novi Sad je emitirala i program na mađarskom jeziku.
Dolaskom velikosrpsko-hegemonističkih krugova na vlast u Srbiji u 2. polovici 1980-ih, počinju loša vremena za katoličke manjine u Vojvodini, prije svega Hrvate i Mađare. 30. rujna 1987. frakcija Slobodana Miloševića u Centralnom komitetu Saveza komunista Srbije dolazi na vlast. Srpske vlasti, su dale zapovijed kojima se prisililo sela s mađarskom većinom da prime određeni broj srpskih izbjeglica iz BiH (na koju su JNA i snage iz Srbije lansirale napad). Cilj je bio promijeniti demografsku sliku Vojvodine. Čelna osoba tih vlasti je bio pouzdanik (kadar) Slobodana Miloševića, Radoman Božović, političar koji je buduća ponašanja Miloševićevog režima navijestio još svojim ponašanjem kad je postao predsjednikom Gradskog komiteta u Subotici. Još onda su alarmirali iz Subotice da je taj političar "pravi neverovatan teror i neopisivo maltretira ljude, smenjuje, kinji itd.", no na ta upozorenja se nitko nije obazirao, a kad je isti postao predsjednik IV AP Vojvodine, gdje je obavio zadaću kojom je deinstitucionalizirao Vojvodinu, a kao nagradu za to je postao predsjednikom Vlade Republike Srbije.
Gospodarski uništena Vojvodina i nemogućnost zapošljavanja je bila razlogom zašto su brojni stanovnici napustili Vojvodinu. Deinstitucionalizacija Vojvodine i posljedice jogurt-revolucije (centralizacija Srbije) su bile takve da su se sredstva iz vojvođanskih fondova nepovratno prelila u srbijanske fondove. Posljedice ovoga je bila ekonomska migracija u inozemstvo, odnosno da su se iz redova svih naroda iseljavali brojni građani Vojvodine, pa čak i Srbi, iako srazmjerno manje nego drugi, velikosrbima nepoželjni narodi. Ekonomske sankcije UN-a u 1990-ima su pojačale ovu sliku. 
Još veći razlog za odlazak brojnih Mađara iz Vojvodine je ta što su velikosrpske vlasti mobilizirale brojne Mađare za osvajački pohod na Hrvatsku. Vid pritisaka je bio i taj što su postrojbe JNA 1991. bile stacionirane u pograničnim selima (3000 rezervista JNA smještenih u Bogojevu je čekalo na prelazak Dunava radi napada na Vukovar). Činjenica da su u tom pohodu velikosrpski zločinci počinili etničko čišćenje u neposrednom susjedstvu u Hrvatskoj, u Baranji, pri čemu su fizički smaknuli brojne civile Mađare, kao i Hrvate, pojačala je opravdanu bojazan od slične ili iste sudbine u Srbiji, pa su tako i brojni Mađari odlučili izbjeći takvoj sudbini. Domove tih Mađara su srbijanske vlasti iskoristile za useljavanje srpskih izbjeglica i migranata iz drugih dijelova Jugoslavije. Sve je to rezultiralo naglom promjenom narodnosne stukture, pa je tako udio Mađara u Vojvodini s 340.946 pripadnika (16,9% vojvođanskog stanovništva) iz 1991. spao na 290.207 (14,28%) u 2002. odnosno na preko 50.000 pripadnika manje, odnosno broj Mađara se smanjio za sedminu u samo 11 godina! Iako su padom Miloševićeve vlasti pritisci se smanjili, antimanjinski ispadi usmjereni protiv Hrvata i Mađara su se nastavili i u 2000-ima, pri čemu je broj antimađarskih ispada 2005. prešao broj antihrvatskih ispada (2003. – 2005. su 82 puta žrtvama bili Mađari, a 19 puta Hrvati).
Broj Mađara u Vojvodini smanjio se od popisa 2002. godine. 2002. godine bilo ih je cijeloj Srbiji 293.299, a 2011. 253.899, čime im je udio ukupnog stanovništva opao s 3,91% na 3,53%. Druga su po brojnosti zajednica u Vojvodini s 251.136 pripadnika i čine 13% stanovništva.

## Političke stranke
- Savez vojvođanskih Mađara (Vajdasági Magyar Szövetség)
- Demokratska zajednica vojvođanskih Mađara (Vajdasági Magyarok Demokratikus Közössége)
- Demokratska stranka vojvođanskih Mađara (Vajdasági Magyar Demokrata Párt)
- Građanski savez Mađara
- Mađarska koalicija
- Koalicija Mađarska sloga

## Kultura
Mađarski je jedan od službenih jezika u Vojvodini.

### Mediji
- Magyar Szó, novosadski i subotički dnevni list
- Családi Kör, novosadski tjednik
- Hét Nap, subotički tjednik
- Uj Symposion, list za mlade književnike

### Kazališta
- Mađarsko narodno kazalište u Subotici

## Poznate osobe
- Dezső Kosztolányi (1885. – 1936.), mađarski pisac
- Géza Csáth (1887. – 1919.), mađarski pisac.
- László Moholy-Nagy, mađ. slikar i fotograf, poznati profesor u Bauhausu
- John Marlyn, kanadski pisac mađ. korijena. Rodio se 1912. u Bečkereku (mađ. Nagybecskerek), današnjem Zrenjaninu
- Mónika Szeles (1973.), bivša najbolja svjetska tenisačica, rođena Novosađanka
- Péter Lékó (1979.), najbolji mađ. šahist, rođeni Subotičanin
- Félix Lajkó (1974.), violinist i skladatelj world musica, rođeni Subotičanin
- Sylvester Levay, mađ. skladatelj, rođeni Subotičanin
- Zoltán Dani, vojnik koji je srušio američki zrakoplov F-117
- Danilo Kiš, jug.-srp. pisac mađ.-žid.-srp. korijena
- Eva Ras (rođ. Balazs), srp. glumica
- Gyula Mester, srp. odbojkaški reprezentativac
- Árpád Sterbik, srp. rukometni reprezentativac
- Magdolna Rúzsa, pjevačica koja je predstavljala Mađarsku na izboru za Pjesmu Eurovizije 2007.